# Jean-Marie Alexandre
Jean-Marie Alexandre (Souchez, 25 novembre 1946) è un politico francese, europarlamentare dal 1987 al 1994.

## Biografia

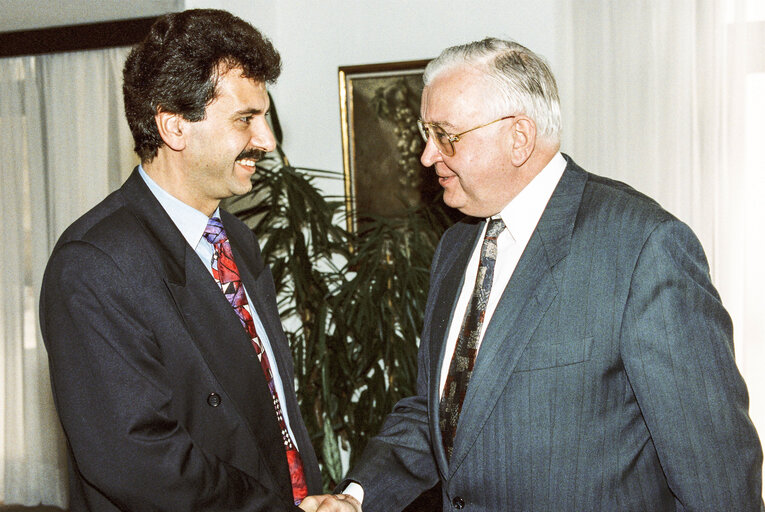
Jean-Marie Alexandre con Egon Klepsch nel 1993

Dopo la laurea in scienze dell'educazione, lavorò come docente nelle scuole elementari. Intrapresa l'attività politica con il Partito Socialista, fu membro del suo comitato esecutivo. Svolse inoltre la funzione di consigliere del ministro Jean-Pierre Chevènement.
Eletto nel consiglio comunale di Souchez, fu inoltre membro dell'Assemblea delle Regioni d'Europa. Alla morte del collega socialista Roger Fajardie nel 1987, Jean-Marie Alexandre gli subentrò al Parlamento europeo. Venne riconfermato per un secondo mandato a seguito delle elezioni europee del 1989. Fu vicepresidente della commissione per la politica regionale e l'assetto territoriale e membro della commissione per i bilanci e della commissione per la gioventù, la cultura, l'educazione, l'informazione e lo sport.
Dal 1986 al 2015 fu membro del Consiglio regionale del Nord-Passo di Calais, di cui fu vicepresidente a partire dal 1998. Dal 1995 svolse le funzioni di sindaco di Souchez.
Dopo la sua creazione, aderì al Movimento Repubblicano e Cittadino. Rifiutando l'avvicinamento del MRC a La France insoumise, nel novembre 2018 divenne il leader del Mouvement des citoyens, una formazione nata a seguito di una scissione interna.